# Pseudophilautus stellatus
Philautus stellatus es una especie extinta de ranas que habitaba en Sri Lanka.  